# قلقلک

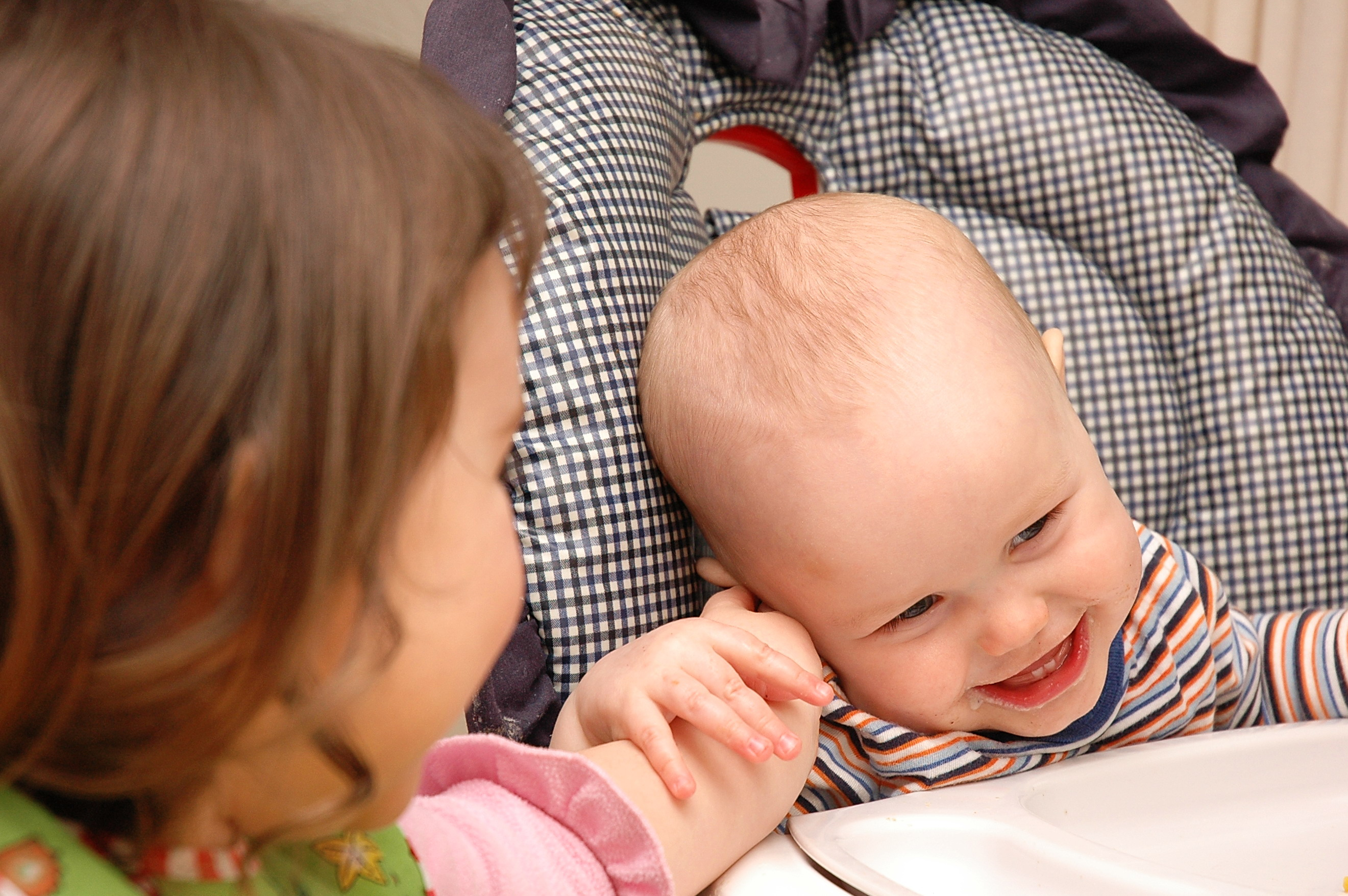
یک دختر بچه برادر کوچکش را غلغلک می‌دهد.

غلغلک (غلط مصطلح قلقلک)عملی است که با تحریک سطح بدن فردی موجب به خنده درآمدن آن فرد می‌شود. بیشترین نقاطی که در بدن باعث ایجاد قلقلک در انسان می‌شوند کف پا،  انگشتان پا ،زیر بغل و شکم و همچنین پهلوها و سینه‌ها هستند که علت این امر حساس بودن پوست در این نقاط می‌باشد. واکنش مغز نسبت به این عمل مانند احساس خارش بوده و با انجام این عمل فشارخون بالا رفته و نبض تند می‌شود و فعالیت مغز افزایش می‌یابد. همچنین قلقلک باعث ایجاد حس ترس و اضطراب در انسان می‌شود.

## فیزیولوژی
مرکز قلقلک در قسمت پایینی پشت مغز و تقریباً بالای مخچه است. رشته‌های عصبی ای که از این قسمت منشعب می‌شوند و در نقاط مختلف بدن پراکنده‌اند در بعضی از قسمتها تراکم بیشتری دارند و همین قسمتها در مقابل تحریک خارجی حساسیت نشان می‌دهند و فرد به خنده می‌افتد. این قسمت از مغز به سرعت تشخیص می‌دهد که تحریک خودی است یا غیرخودی. در صورتی که خودی باشد قلقلک به وجود نمی‌اید و شخص نمی‌خندد. تشخیص خودی یا غیرخودی بودن تحریک در مغر احتمالاً با استفاده از کدهای مختلف انجام می‌شود. از آنجا که واکنش افراد قلقلک به تحریکات خارجی یک حالت دفاعی است که بدن به خود می‌گیرد وقتی خود شخص تحریک را انجام می‌دهد مغز احساس خطر نمی‌کند و مکانیسم واکنش فعال نمی‌شود.

## جنبه‌های اجتماعی

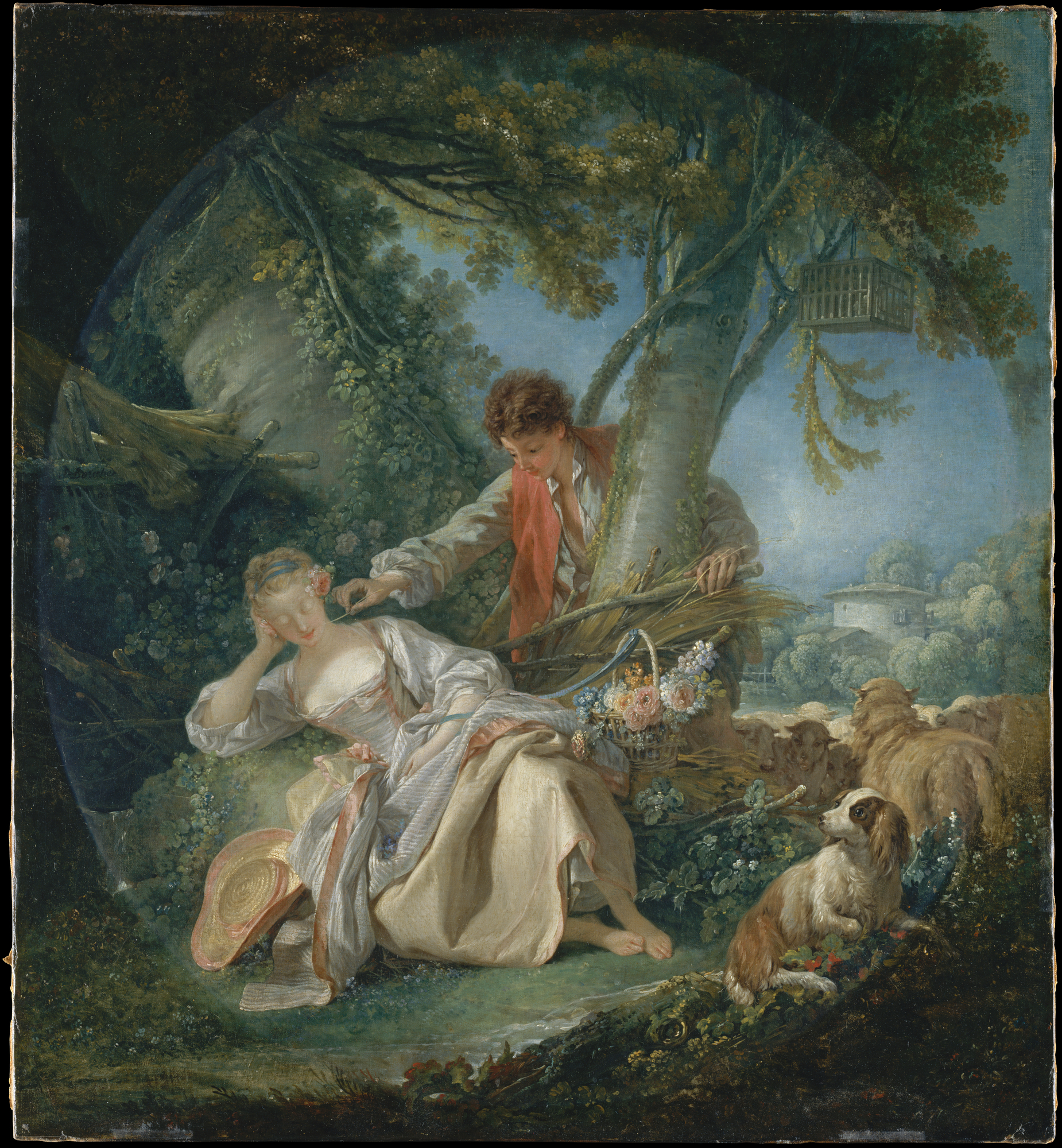
نقاشی فرانسوا بوچر - خواب قطع شده (تصویر زنی که با قلقلک از خواب بیدار میشود)

قلقلک در بین خانواده‌ها یک سرگرمی و شوخی محسوب می‌شود. قلقلک در بین دو برادر دو خواهر و زن و شوهر، در همه جای دنیا و در بین همه خانواده‌ها متداول است اما بیشترین قلقلک در خانواده بین والدین و فرزندان مخصوصاً مادران و کودکان است. وقتی یک مادر اندام حساس دختر یا پسر بچه اش را با انگشتانش قلقلک می‌دهد و خنده و تکان خوردن یا التماس کردن کودکش را می‌بیند می‌خندد و بسیار لذت می‌برد. بچه‌هایی که مادرانی قلقلک دارند نیز معمولاً متقابلاً مادرشان را قلقلک می‌دهند و می‌خندانند. دلیلش این است که قلقلک باعث ایجاد محبت بین انسانها می‌شود به همین دلیل وقتی مادری کودکش را قلقلک می‌دهد در همان حال فرزندش را می‌بوسد و محبت شدیدی نسبت به فرزندش احساس می‌کند. کودکان و نوجوانان نیز که خود را کوچک می‌بینند و والدینشان را از نظر شخصیتی و اجتماعی متفاوت با خویش می‌بینند هنگامی که مادرشان را قلقلک می‌دهند مادرشان بی‌اختیار می‌خندد و التماس می‌کند و سعی کند خود را برهاند ناخودآگاه او را مثل خودشان می‌بینند و به همین دلیل لذت می‌برند و روابط عاطفی عمیقی بین آنها به وجود می‌آید.
قلقلک همچنین بین خواهر و برادر همسن و سال نیز بسیار دیده می‌شود. نتیجه تحقیقات نشان داده که قلقلک بین خواهر و برادر بیشتر زمانی صورت می‌گیرد که خشمگین هستند و قصد تنبیه دیگری را دارند.
در بین دوستان نیز قلقلک دادن راهی برای دوستی بیشتر و صمیمیت محسوب می‌شود. در دوران بلوغ این عمل بسیاری از اوقات برای تحریک نیازهای جنسی صورت می‌گیرد.
درحالی که بسیاری از مردم تصور می‌کنند که قلقلکی‌ها از قلقلک شدن لذت می‌برند نتایج یک نظرسنجی نشان داده که از بین ۸۴ دانشجو فقط سی و دو در صد آنها از قلقلک شدن لذت بردند. ۳۲ در صد احساسی نداشتند و ۳۶ در صد از ان متنفر بودند. همچنین تحقیقات نشان داد که بسیاری از قلقلکی‌ها از اینکه دیگران بفهمند قلقلکی هستند خجالت می‌کشند.

## غلغلک دادن خود
انسان قلقلکی نمی‌تواند با تحریک اعضای حساس بدنش خود را قلقلک دهد؛ هر چند در مورد کف پا قضیه کمی فرق می‌کند. با این حال، قلقلک دادن کف پا توسط خود شخص نیز باعث ایجاد خنده در وی نمی‌شود زیرا مغز آمادگی اش را دارد اما در بعضی انسان‌ها، قلقلک دادن کف پا و دست موجب آرام شدن آنها می‌شود و به اصطلاح باعث دررفتن خستگی شدید پا می‌شود که موجب بی‌حس شدن تمام اعضای بدن مبشود. موجب می‌شود سرعت گردش خون بالاتر برود و خون رسانی در کف پا وبدن ریکاوری شود.